# Ría Lagartos
Ría Lagartos (también llamado Parque Natural Reserva Ría Lagartos) es el nombre de un estero dentro de una reserva ambiental protegida, ubicado en el litoral norte de la península de Yucatán, dentro del estado del mismo nombre en México. 
La reserva está bajo la categoría VI de la UINC, por lo que es considerada como un área protegida de recursos gestionados.
Se trata de un cuerpo de agua semicerrado, conectado con el Golfo de México en su parte occidental, que cuenta con aportación de agua dulce proveniente de manantiales y afloramientos de la capa freática peninsular. En todo caso, su biodiversidad, caracterizada por abundantes manglares y una muy amplia fauna (aves, reptiles y peces) marina, es considerada de extraordinaria riqueza.
De acuerdo con testimonios de viejos habitantes de El Cuyo, poblado que se encuentra en el extremo oriental de la ría, existió antaño otra conexión con el mar aunque no permanente. En la actualidad ese extremo oriente del estero está cerrado. Se ubica la ría en el litoral de tres municipios de Yucatán:  Río Lagartos, San Felipe y Tizimín. Su extensión es de aproximadamente 80 km, cubriendo una superficie de 12.850 hectáreas.
La ría, por su tamaño, configuración y singularidad, es posiblemente la más conspicua y documentada de la costa yucateca, mencionada desde las primeras crónicas y relatos de los conquistadores y exploradores europeos del siglo XVI.
El estero es el hábitat natural del Flamenco mexicano de extraordinaria belleza. Hasta antes del paso del huracán Gilberto en 1988 se estimaba una población de 20 000 individuos con una extensa área de anidación que va del puente a El Cuyo hasta el extremo más oriental de la ría. A lo largo de todo el estero, en ambos márgenes, el manglar cubre una franja continua de ancho variable. En la porción norte este manglar se encuentra asociado a vegetación de sabana, en tanto que en la porción sur, es decir en el margen derecho, de la boca hacia el extremo oriental, se pueden ver serias perturbaciones producto de la actividad salinera regional.
La zona que fue declarada Reserva de la Biosfera en el año de 1979 es más extensa que la ría propiamente dicha y cuenta con 60.348 hectáreas de superficie. en los que se reproducen más de 250 especies de aves acuáticas.

## Toponimia
Por su apariencia de río y por sus dimensiones y características, a esta entrada de mar se le denomina ría, aunque por su profundidad también es considerada como una ciénaga.

## Historia

### Época prehispánica
El territorio de la actual reserva natural perteneció al cacicazgo de Ecab durante la época prehispánica, por lo que se ha propuesto la hipótesis de que albergaba a un complejo portuario maya en el yacimiento arqueológico ubicado en Isla Cerritos.
El sitio arqueológico de Isla Cerritos era un puerto de Chichén Itzá para el intercambio de mercancía con el resto de Mesoamérica; probablemente su localización estratégica en el estero le permitió controlar el comercio en esta vía náutica que incluía una de las mayores regiones productoras de sal de Mesoamérica.

### Época contemporánea
El 26 de junio de 1979 fue decretada zona de refugio faunístico por el entonces presidente José López Portillo.
El 4 de noviembre de 1986 la reserva obtuvo la categoría de sitio Ramsar, siendo la primera de México en obtener tal categoría internacional.

## Biodiversidad
De acuerdo al Sistema Nacional de Información sobre Biodiversidad de la Comisión Nacional para el Conocimiento y Uso de la Biodiversidad (CONABIO) en la Reserva de la Biosfera Ría Lagartos habitan más de 1,450 especies de plantas y animales de las cuales 107 se encuentra dentro de alguna categoría de riesgo de la Norma Oficial Mexicana NOM-059  y 39 son exóticas,

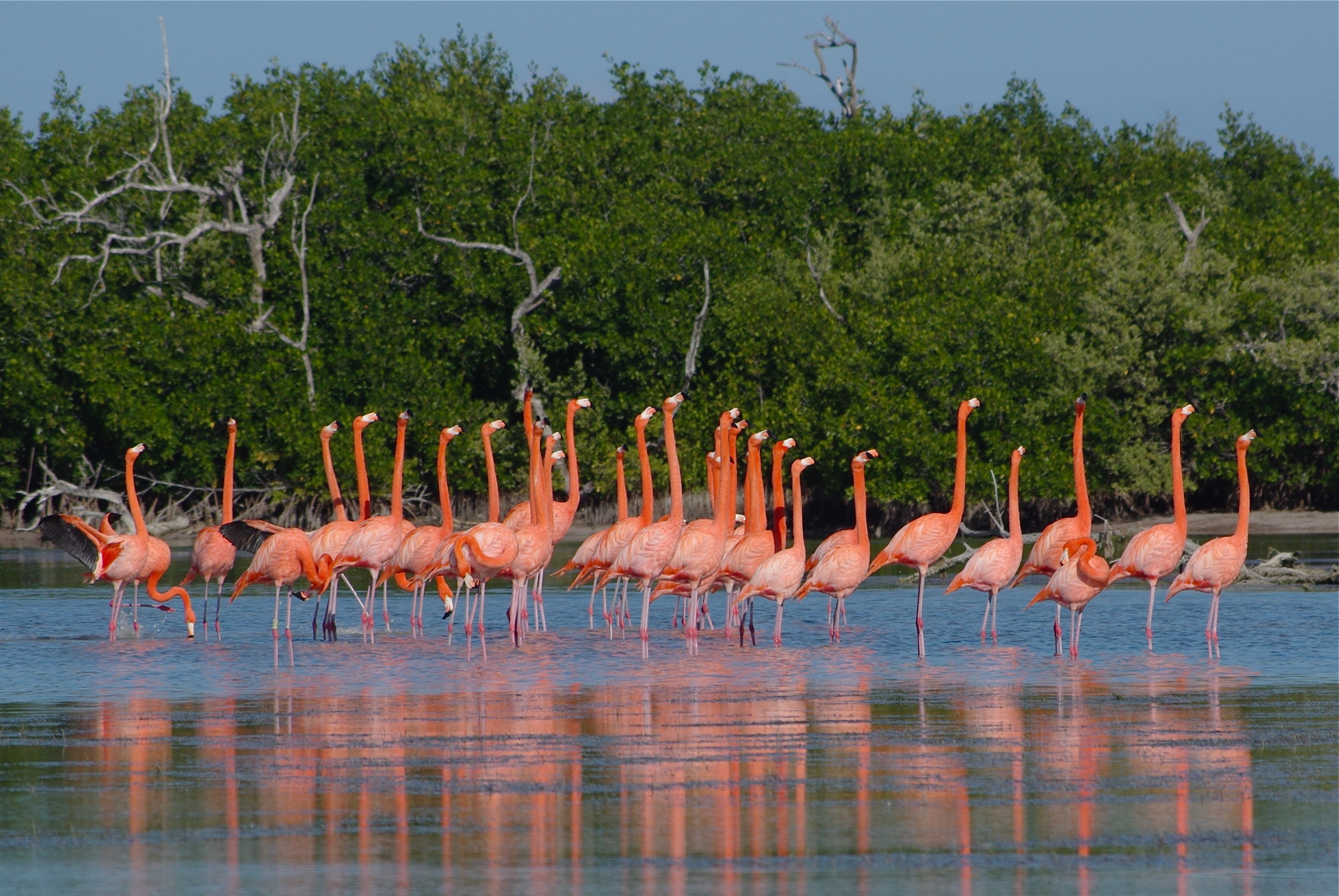
Phoenicopterus ruber en la reserva de Ría Lagartos.

### Fauna

#### Aves
Ría lagartos es la mayor zona de anidación del flamenco del Caribe; la población del flamenco rosa del Caribe en la reserva de Ría Lagartos se estima de entre 4500 especímenes en enero a 26 000 en junio, pues en este último mes se encuentra en plenitud su ciclo reproductivo y los flamencos son atraídos por las condiciones del área protegida.